# India Lee
India Lee (31 de mayo de 1988) es una deportista británica que compite en triatlón y duatlón.
Ganó dos medallas de oro en el Campeonato Europeo de Triatlón de 2016 y una medalla de bronce en el Campeonato Europeo de Duatlón de 2015. Además, consiguió una medalla de bronce en el Campeonato Europeo de Ironman 70.3 de 2022.

## Palmarés internacional
| Campeonato Europeo | Campeonato Europeo | Campeonato Europeo | Campeonato Europeo |
| Año                | Lugar              | Medalla            | Prueba             |
| ------------------ | ------------------ | ------------------ | ------------------ |
| 2016               | Lisboa (Portugal)  | Medalla de oro     | Individual         |
| 2016               | Lisboa (Portugal)  | Medalla de oro     | Relevo mixto       |

| Campeonato Europeo | Campeonato Europeo  | Campeonato Europeo | Campeonato Europeo |
| Año                | Lugar               | Medalla            | Prueba             |
| ------------------ | ------------------- | ------------------ | ------------------ |
| 2022               | Elsinor (Dinamarca) | Medalla de bronce  | Individual         |

| Campeonato Europeo | Campeonato Europeo  | Campeonato Europeo | Campeonato Europeo |
| Año                | Lugar               | Medalla            | Prueba             |
| ------------------ | ------------------- | ------------------ | ------------------ |
| 2015               | Alcobendas (España) | Medalla de bronce  | Individual         |